# キンセイ峡谷
キンセイ峡谷（キンセイきょうこく、英語: Kinsei Vallis）は、金星の峡谷である。
金星の峡谷 (Vallis) には川に因む女神の名のほか各言語による金星の名が付けられており、キンセイ峡谷の名称は日本語の金星に由来する。